# 金基鹏
金基鹏（1934年—2009年），江苏省南京市人。中华人民共和国政治人物。
早年毕业于江苏省南京市立商业职业学校，后供职于南京市合作总社。1981年，起用中共盐城地委副书记、中共盐城市委副书记、市长等职。1989年，升任中共青海省委常务委员、副书记、副省长、代理省长。1990年，担任青海省省长。1992年，调任审计署副审计长。